# Mistrzostwa Świata w Piłce Nożnej 1974 (eliminacje)
Artykuł przedstawia statystyki kwalifikacji do MŚ w piłce nożnej w 1974 roku. W eliminacjach uczestniczyło 99 drużyn z całego świata. RFN (gospodarze) i Brazylia (obrońca tytułu) awansowały bez eliminacji.

## Strefy kontynentalne
- Europa (UEFA)

Grupa 1 –  Szwecja
Grupa 2 –  Włochy
Grupa 3 –  Holandia
Grupa 4 –  NRD
Grupa 5 –  Polska
Grupa 6 –  Bułgaria
Grupa 7 –  Jugosławia
Grupa 8 –  Szkocja
Grupa 9 –  ZSRR (baraż interkontynentalny)
- Ameryka Południowa (CONMEBOL)

 Urugwaj &  Argentyna
 Chile (baraż interkontynentalny)
- Ameryka Północna (CONCACAF)

 Haiti
- Afryka (CAF)

 Zair
- Azja (AFC) & Oceania (OFC)

 Australia

## Play-off interkontynentalny
| 26 września 1973 | ZSRR | 0:0 | Chile | Moskwa |
|                  |      |     |       |        |

| 21 listopada 1973 | Chile | wo. | ZSRR | Santiago |
|                   |       |     |      |          |

Mecz rewanżowy zakończył się walkowerem, drużyna radziecka odmówiła gry w Santiago z powodu Puczu chilijskiego w 1973. Awansowała drużyna Chile.

## Zakwalifikowane drużyny

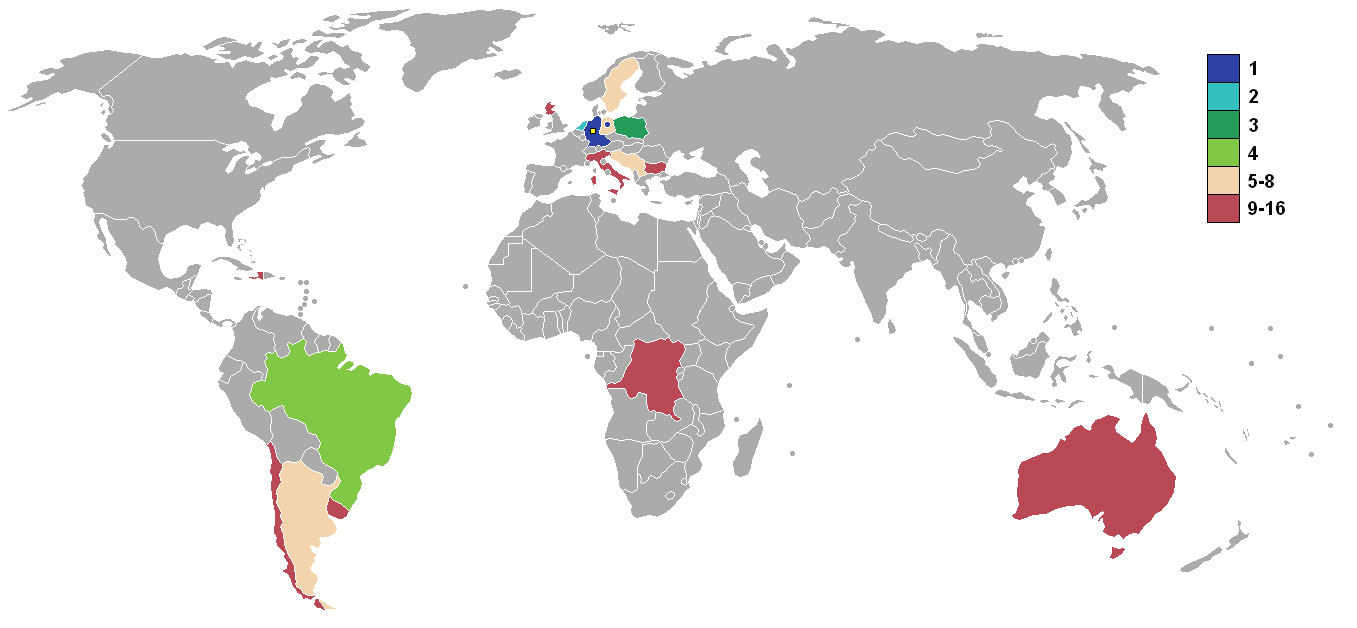

| Drużyna      | Liczba udziałów w finałach | Okres | Ostatni występ |
| ------------ | -------------------------- | ----- | -------------- |
| Argentyna    | 6                          | 1     | 1966           |
| Australia    | 1                          | 1     | –              |
| Brazylia (m) | 10                         | 10    | 1970           |
| Bułgaria     | 4                          | 4     | 1970           |
| Chile        | 5                          | 1     | 1966           |
| NRD          | 1                          | 1     | –              |
| Haiti        | 1                          | 1     | –              |
| Włochy       | 8                          | 4     | 1970           |
| Holandia     | 3                          | 1     | 1938           |
| Polska       | 2                          | 1     | 1938           |
| Szkocja      | 3                          | 1     | 1958           |
| Szwecja      | 6                          | 2     | 1970           |
| Urugwaj      | 7                          | 4     | 1970           |
| Niemcy (g)   | 8                          | 6     | 1970           |
| Jugosławia   | 6                          | 1     | 1962           |
| Zair         | 1                          | 1     | –              |

Legenda
- g – gospodarz mistrzostw
- m – obrońca tytułu